# Comuna Țuțora, Iași
Țuțora este o comună în județul Iași, Moldova, România, formată din satele Chiperești, Oprișeni și Țuțora (reședința).

## Așezare
Comuna se află în marginea estică a județului, pe malul drept al Prutului, la granița cu raionul Ungheni din Republica Moldova. Este străbătută de șoseaua județeană DJ249, care o leagă spre sud de Prisăcani, Grozești și Gorban (unde se termină în DN28), și spre nord de Ungheni și Victoria (unde se termină în DN24). Din acest drum, la Țuțora se ramifică șoseaua județeană DJ249E, care o leagă spre vest de Tomești (unde se termină în DN28).

## Demografie
Componența etnică a comunei Țuțora
     Români (90,55%)
     Alte etnii (9,45%)
Componența confesională a comunei Țuțora
     Ortodocși (90,01%)
     Alte religii (0,34%)
     Necunoscută (9,65%)
Conform recensământului efectuat în 2021, populația comunei Țuțora se ridică la 2.063 de locuitori, în scădere față de recensământul anterior din 2011, când fuseseră înregistrați 2.067 de locuitori. Majoritatea locuitorilor sunt români (90,55%). Din punct de vedere confesional, majoritatea locuitorilor sunt ortodocși (90,01%), iar pentru 9,65% nu se cunoaște apartenența confesională.

## Politică și administrație
Comuna Țuțora este administrată de un primar și un consiliu local compus din 11 consilieri. Primarul, Cristinel Albu[*], de la Partidul Social Democrat, este în funcție din 2016. Începând cu alegerile locale din 2024, consiliul local are următoarea componență pe partide politice:
|  | Partid                          | Consilieri | Componența Consiliului | Componența Consiliului | Componența Consiliului | Componența Consiliului | Componența Consiliului | Componența Consiliului | Componența Consiliului | Componența Consiliului | Componența Consiliului |
|  | ------------------------------- | ---------- | ---------------------- | ---------------------- | ---------------------- | ---------------------- | ---------------------- | ---------------------- | ---------------------- | ---------------------- | ---------------------- |
|  | Partidul Social Democrat        | 9          |                        |                        |                        |                        |                        |                        |                        |                        |                        |
|  | Partidul Național Liberal       | 1          |                        |                        |                        |                        |                        |                        |                        |                        |                        |
|  | Alianța pentru Unirea Românilor | 1          |                        |                        |                        |                        |                        |                        |                        |                        |                        |

## Istorie
Pe teritoriul actual al comunei au avut loc două bătălii turco-polone din războaiele magnaților polonezi în Moldova, una în care polonezii susținuți de domnitorul Ieremia Movilă instalat de ei la Iași au ieșit învingători, și o alta în care au fost învinși definitiv douăzeci și cinci de ani mai târziu.
La sfârșitul secolului al XIX-lea, comuna făcea parte din plasa Braniștea a județului Iași și era formată din satele Țuțora, Oprișenii de Jos, Oprișenii de Sus, Chipirești și Cristești, având în total 1354 de locuitori. În comună funcționau o școală și patru biserici. Anuarul Socec din 1925 o consemnează în plasa Copou a aceluiași județ, având 1451 de locuitori în satele Chiperești, Oprișani și Țuțora.
În 1950, comuna a fost arondată raionului Iași din regiunea Iași. În 1968, a revenit la județul Iași, reînființat.

## Monumente istorice
Două obiective din comuna Țuțora sunt incluse în lista monumentelor istorice din județul Iași ca monumente de interes local, ambele fiind clasificate ca situri arheologice: situl de „la Țăruș” (în marginea de sud-est a satului Chiperești), cuprinzând urme de așezări din eneolitic (cultura pre-Cucuteni, faza III), eneoliticul final (cultura Horodiștea-Erbiceni), Latène-ul târziu, secolele al VIII-lea–al X-lea (Evul Mediu Timpuriu), și din secolul al XVII-lea; și așezarea de la „Cotul lui Bogdan” („La Prisacă”, la un cot al Prutului aflat la 3 km nord de satul Țuțora), așezare datând din secolele al XV-lea–al XVIII-lea (perioada medievală).